# Љиљана Булатовић Медић
Љиљана Булатовић Медић (Томашево код Бијелог Поља, 14. април 1940 — Београд, 3. мај 2023) била је српска новинарка, публициста и књижевник.

## Биографија
Школовала се у Београду и Књажевцу, а дипломирала је на Филолошком факултету Универзитета у Београду. Од 1960. до 1975. била се политиком и налазила се на високим републичким и савезним положајима у Београд и Титограду (данас Подгорица). Од 1975. била је новинар-уредник у документарној редакцији ТВ Београд, новинар дневног листа Експрес Политика, главни и одговорни уредник магазина Политикин Свет, затим новинар Илустроване Политике, дописник московског недјељника Общая газета. У пензији је била од 1999. године.
Била је чланица многих књижевних и новинарских удружења међу којима су: Савез писаца Русије, Удружење књижевника Србије, Удружење књижевника Поета и Удружење новинара Србије, а почасни је члан Удружења писаца Десанка Максимовић у Торонту. Један је од оснивача и члан Међународног одбора за истину о др Радовану Караџићу.

## Дела
Ауторка је многих књига, међу којима су:
- Била једном чета девојачка (1985)
- Призренски процес (1987)
- Смрт је њихов занат — документи усташког тероризма (1993)
- Исповести (1995)
- Генерал Младић (од 1996 — шест издања)
- Косово, не дам те забораву (1999)
- Записи из пожара (поезија, 2000)
- Радован (од 2002 — три издања)
- Завет мајке Радована Караџића (2003 – два издања)
- Ламент над Косовом (2004)
- Зар је злочин бранити отаџбину (2005)
- Истинита Сребреница (2005 — два издања)
- Ореол или омча за Ратка Младића (2006)
- Српске мученице Сребренице (2007)
- Крици и опомена — страдање Срба у Насеровим логорима (2008)
- Рапорт команданту — посвећена генералу Младићу (2009. и 2010)
- О генералу Младићу и рату у Босни и Херцеговини (на енглском)